# Kutnjak
Kutnjak falu Horvátországban Kapronca-Kőrös megyében. Közigazgatásilag Légrádhoz tartozik.

## Fekvése
Légrádtól 7 km-re délnyugatra a Drávamenti-síkságon a Segovina-patak partján, a szomszédos Antoloveccel összeépülve fekszik.

## Története
Kutnjak első említése 1495-ben "Kwthnak" néven Körös vármegye adóösszeírásában történt, mely szerint a településnek 12 portája volt, ebből Makalay László 6, Ferenc mester 2, János deák özvegye 4 portát bírt. 1507-ben "Kothnyak" faluban Ferenc mester 13 portát birtokolt. Említést érdemel még, hogy 1512. február 21. és december 24. között Perényi Imre horvát bán tizenkilenc rendeletet keltez innen. 1513-ban 10 portát számláltak itt a protonotárius birtokában. 1517-ben 16 portájából Vojkffy János 14-et, Borothvay Gáspár kettőt birtokolt. 1520-ban 15 portája volt Vojkffy János birtokában.
1857-ben 488, 1910-ben 607 lakosa volt. A trianoni békeszerződésig Varasd vármegye Ludbregi járásához tartozott. 2001-ben 331 lakosa volt.

## Nevezetességei
- Szent Ilona tiszteletére szentelt barokk temploma[2] 1763-ban épült egy régebbi fakápolna helyére. Mai formáját a 19. században történt átépítés során kapta. Egyhajós, téglalap alaprajzú épület, keskenyebb, sokszög záródású szentéllyel, amely mellett északra található a sekrestye. A harangtorony a nyugati főhomlokzat előtt áll. A templomhajó és a szentély csehsüvegboltozatos, a szentély felett a Szentháromság festett ábrázolásával. Az apszis belül kissé lekerekített és félkupolával van beboltozva. A templom padlója kővel van burkolva, kivéve a kórusban és a sekrestyében, ahol téglából van.

- Temetőkápolna

- Geotermikus erőmű